# Sd Kfz 232 (6-Rad)
Sd Kfz 232 (6-Rad) は、第二次世界大戦前に採用されたドイツ国防軍の偵察用6輪重装甲無線車である。1932～37年の間にビュッシング-NAG、マギルス、ダイムラー・ベンツの三社により、おそらく40輌程度が生産されたと思われる。Schwere Panzerfunkwagen (Sd Kfz 232) 6-Rad（6輪重装甲無線車 特殊車輌232型）。本車の後継として、同じ形式番号を持つ本格的な8輪重装甲車シリーズが作られ、こちらはSd Kfz 232 (8-Rad)と呼ばれる。

## 概要
民間向けのトラックシャーシをベースにした、暫定的な重装甲偵察車Sd Kfz 231 (6-Rad)は僚車との通話に使う短距離無線機しか搭載していなかったため、これと共に行動し、部隊本部との通話ができるFu.11中距離無線機を追加した本車が同時に生産された。
車体などはSd Kfz 232 (6-Rad)と全く同型で、これに大型のフレームアンテナを被せ、砲塔上部の取り付け支柱は旋回可能な設計になっている。
ビュッシング-NAG、マギルス、ダイムラーベンツ各社の異なるトラック用シャーシを用いた三種類が存在し、それぞれ車体長や細部の作り、エンジンなどが異なっていたが、特に形式番号での区別はされていない。
本車は機械化偵察大隊に配備され、徐々に後継のSd Kfz 232 (8-Rad)に置き換わっていったが、フランス戦の頃までは第一線でその姿を見ることができ、またその後も後方任務に用いられた。